# 風窓
風窓（かぜまど）とは、一定方向から吹く海風を屋内に取り入れるための空調設備である。屋内から延ばした煙突の先端に風受けを設置して風を取り入れる。

## 概要
西アジアから北アフリカまで乾燥地域沿岸で広く見られる。バッドギアとも呼ばれる。